# Комитет министара Руске Империје
Комитет министара Руске Империје (рус. Комитет министров Российской Империи) био је највиши савјетодавни орган за питања из дјелокруга извршне власти у Руској Империји. Постојао је од 1802. до 1906.

## Историја
Комитет министара је установљен Прогласом о оснивању министарстава од 8. септембра 1802. године (по старом календару). Прогласом је одређено да се врховна државна управа дијели на осам министарстава. Проглас је био један од првих аката којима је започета министарска реформа. Комитет се ту спомиње као ужа сједница Сталног савјета. Савјет је важније државне послове рјешавао у присуству најмање пет министара, а текуће послове рјешавали су сами министри као Комитет. Иако Комитет министара није одређен као државна институција, убрзо по оснивању је добио на значају јер је њиме скоро увијек предсједавао лично император сверуски.
Према Зборнику закона Руске Империје (рус. Свод законов Российской Империи) Комитет министара је био државна институција која „сама по себи нема никакве извршне власти”. Ниједан закључак Комитета министара није био извршан без потврде императора. Комитет министара је имао надлежност да разматра све текуће послове који су се тицали министарстава, као и све послове који би му се нарочито законом ставили у надлежност. Међутим, Комитет министара је био савјетодавни орган императору и међу министрима није било колективне одговорности. Сви министри су и даље били независни један од другог, сваки појединачно одговоран пред императором за свој ресор.
Након што је указом од 19. октобра 1905. године (по старом календару) установљен Савјет министара Руске Империје као извршни орган са колективном министарском одговорношћу (влада), тадашњи предсједник Комитета министара гроф Сергеј Вите постао је предсједник Савјета министара. Сам Комитет министара је постојао још шест мјесеци након чега је укинут указом од 23. априла 1906. године (по старом календару) када је и гроф Вите напустио положај предсједника Савјета министара.

## Састав
Комитет министара се првобитно састојао од министара, њихових замјеника и државног благајника под личним предсједништвом императора. Од 1810. године у састав Комитета министара уведени су и предсједници департмана Државног савјета. Тада је предсједништво над Комитетом министара препуштено државном канцелару грофу Николају Румјанцеву који је био и предсједник Државног савјета. До 1865. године сви предсједници Комитета министара били су истовремено и предсједници Државног савјета.
Према Зборнику закона Руске Империје (1857) Комитет министара се састојао од предсједника Комитета министара, предсједника департмана Државног савјета, министара и главних управника ресора. Раније су чланови Комитета министара били и начелници главних штабова Његовог императорског величанства. Осим њих, император сверуски је по свом избору могао именовати и друга лица за чланове Комитета министара (нпр. насљедника престола). Обер-прокурор при Светом правитељствујушчем синоду није био члан, али је повремено присуствовао сједницама Комитета министара.